# Rijksweg 7

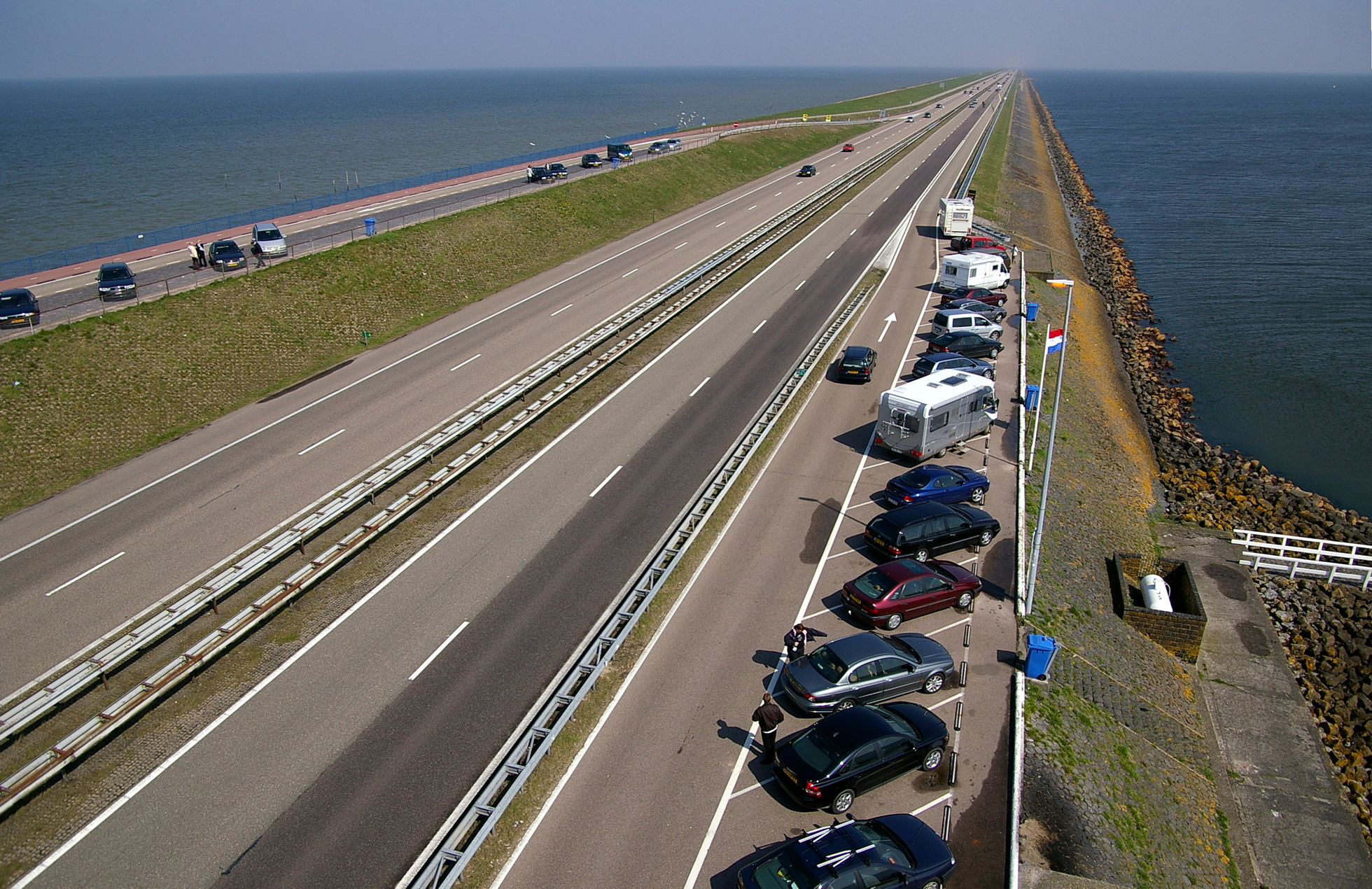
A 7 auf dem Abschlussdeich

Der Rijksweg 7 ist ein niederländischer Rijksweg, der als Autosnelweg A7 von Zaandam (Kreuz Zaandam mit der A8) zur deutschen Grenze bei Bad Nieuweschans verläuft. Er stellt den niederländischen Teil der Europastraße 22 dar.
Zwischen Den Oever und Kornwerderzand verläuft die Straße über den Abschlussdeich (Afsluitdijk).
Bei Sneek folgt die Straße der Ringstraße, der als N7 bezeichnet wird. Der Rijksweg bildet den südlichen Abschnitt des Ringes Groningen, der früher beampelt und stauträchtig war. Daher wurde er von 2017 bis zum 1. September 2024 komplett neu errichtet und mit leistungsfähigen Anschlussstellen versehen, so dass er kaum von einer Autobahn zu unterscheiden ist. Dennoch wird auch dieser Abschnitt nach wie vor nicht als A7 sondern N7 bezeichnet.
Bei Joure befindet sich ein Autobahndreieck mit der A6. Bei Heerenveen gibt es ein Autobahnkreuz mit der A32. Am Dreieck Julianaplein in Groningen  ist die A28 angeschlossen. Am Dreieck Euvelgunne, ebenso in Groningen, beginnt die N 46.
Hinter der Abfahrt Bad Nieuweschans verläuft die A 7 unmittelbar entlang der deutsch-niederländischen Grenze. Daraus ergibt sich das Kuriosum, dass sich die Tankstelle Bunderneuland auf dem Territorium der Bundesrepublik Deutschland befindet, so dass dort ehemals die in Deutschland üblichen Tankstellenpreise zu zahlen waren. Eine ehemalige Raststätte existiert hier nicht mehr. Hinter der Tankstelle passiert man die Grenzdienststelle der deutschen Bundespolizei, bevor man auf die letzten 200 Meter der niederländischen A 7 einfädelt. Nahtlos übergehend stellt dann die  4,5 km lange deutsche A 280 die Verbindung zur A 31 her, einer Nord-Süd-Verbindung zwischen dem Ruhrgebiet und der Nordsee.
Der Rijksweg 7 hat eine Länge von 242 km (einschließlich 5,8 km N7). Die gesamte Autobahn ist Teil der Europastraße 22. Seit Anfang März 2011 gilt zwischen Wognum und Zurich ein Tempolimit von 130 km/h. Hierbei wird getestet, ob dieses Tempolimit für die niederländischen Autobahnen geeignet ist.
Die größten Ortschaften entlang des Rijkswegs sind Zaandam, Purmerend, Hoorn, Sneek, Joure, Heerenveen, Drachten, Leek, Groningen, Hoogezand-Sappemeer und Winschoten.

## Galerie

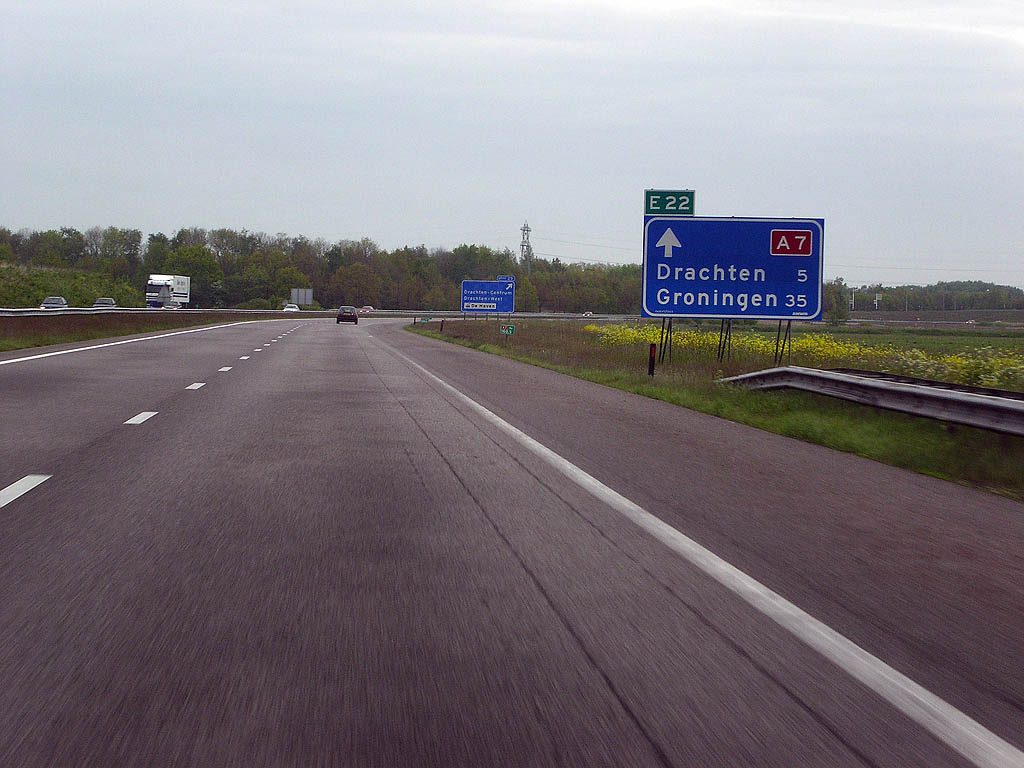
A7 bei Drachten
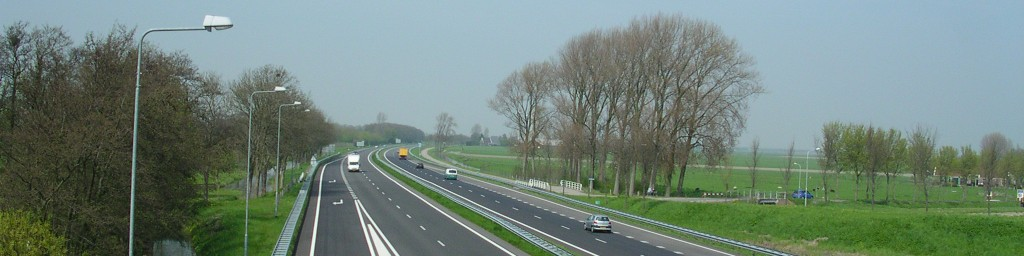
A7 bei Broerdijk
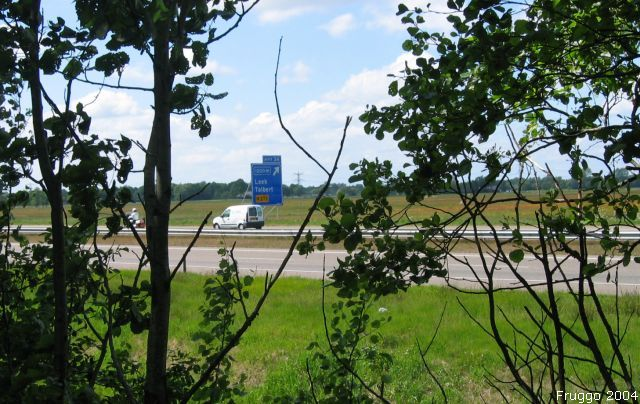
A 7 nahe der Anschlussstelle Leek
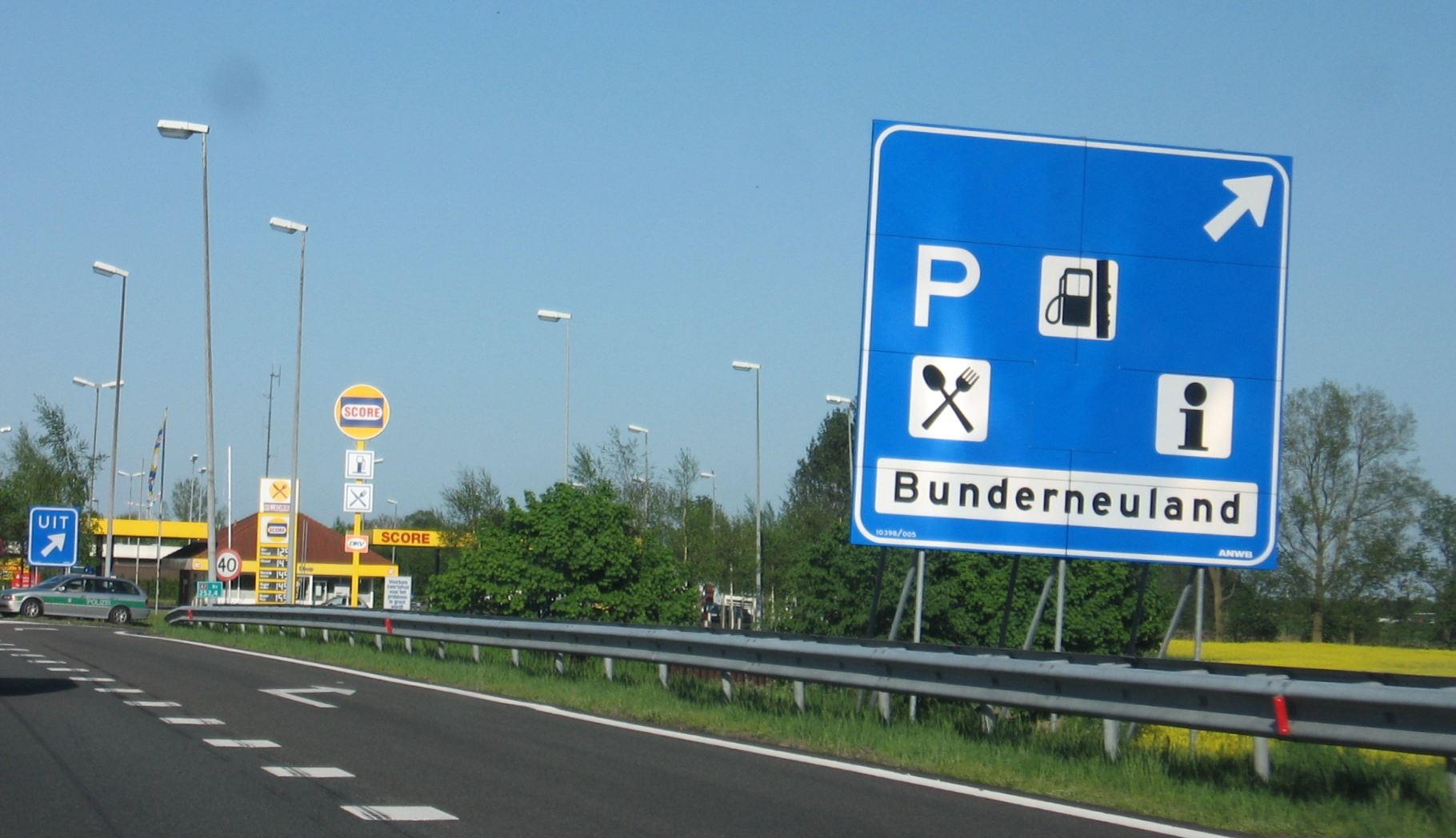
Niederländische Schilder, deutsche Polizei an der Tankstelle der ehemaligen Raststätte Bunderneuland mit ehemals deutschen Preisen